# Lottery Ticket
Pour plus de détails, voir Fiche technique et Distribution.
Lottery Ticket est un film américain réalisé par Erik White, sorti en 2010.

## Synopsis
Kevin Carson, un jeune homme vivant en logement social avec sa grand-mère et qui rêve de devenir designer de chaussure, découvre qu'il a gagné 370 millions de dollars à la loterie.

## Fiche technique
- Titre : Lottery Ticket
- Réalisation : Erik White
- Scénario : Erik White et Abdul Williams
- Musique : Teddy Castellucci
- Photographie : Patrick Cady
- Montage : Harvey Rosenstock
- Production : Matt Alvarez, Mark Burg, Broderick Johnson, Andrew A. Kosove et Oren Koules
- Société de production : Alcon Entertainment, Burg/Koules Productions, Cube Vision et Sweepstake Productions
- Société de distribution : Warner Bros. (États-Unis)
- Pays :  États-Unis
- Genre : Comédie
- Durée : 99 minutes
- Dates de sortie : 
  -  États-Unis : 20 août 2010

## Distribution
- Bow Wow : Kevin Carson
- Brandon T. Jackson : Benny
- Naturi Naughton : Stacie
- Loretta Devine : la grand-mère
- Ice Cube : M. Washington
- Keith David : Sweet Tee
- Terry Crews : Jimmy le chauffeur
- Mike Epps : le révérend Taylor
- Charlie Murphy : Semaj
- Bill Bellamy : Giovanni
- Gbenga Akinnagbe : Lorenzo
- Chris Williams : Doug
- Vince Green : Malik
- Leslie Jones : Tasha
- Malieek Straughter : Deangelo
- Jason Weaver : Ray-Ray
- Teairra Mari : Nikki Swayze
- T-Pain : Junior

## Accueil
Le film a reçu un accueil mitigé de la critique. Il obtient un score moyen de 50 % sur Metacritic.